# Széchenyi Kereskedelmi Bank Zrt.
A Széchenyi Kereskedelmi Bank Zrt. vagy röviden Széchenyi Bank egy magyarországi kereskedelmi bank. 2014. december 5-én a Magyar Nemzeti Bank visszavonta a bank tevékenységi engedélyét és elrendelte végelszámolását.

## Története
A cég jogelődjét, az SPE Bankot 2 milliárd forintos jegyzett tőkével a Kajmán-szigeteken bejegyzett SPCP Hungarian Holdings Ltd. alapította 2008-ban. Működését 2009 áprilisában kezdte meg, ám érdemi tevékenységet sohasem folytatott. 2010-ben eredeti tulajdonosa a részvények 100%-át eladta a Töröcskei István és Boros Imre közös tulajdonában álló, dörgicsei székhelyű T&T Ingatlanforgalmazó és Vagyonkezelő Zrt-nek, akik a nevét előbb Helikon Bankra, majd alig egy hónapon belül Széchenyi Bankra változtatták.
A bank elsősorban a hitelszövetkezeteket célozta meg, másodsorban a kis- és középvállalatokat  és csak harmadsorban a lakosságot.
2013 nyarán a Nemzetgazdasági Minisztérium 3 milliárd forintért 49%-os tulajdonrészt vásárolt a bankban, egyidejűleg 49%-os részesedést vett a Gránit Bankban is,  2,58 milliárd Forintért.
Az MNB 2014. november 4-én felügyeleti biztosokat rendelt ki a Széchenyi Bankhoz, és átadta az intézmény részére a felügyeleti hatóság által lefolytatott átfogó vizsgálatról készült jelentést.
Az MNB Pénzügyi Stabilitási Tanácsa a 2014. december 5-én közzétett határozatában visszavonta a Széchenyi Kereskedelmi Bank Zrt. tevékenységi engedélyét és elrendelte végelszámolását, mert "az intézmény működése fenntarthatatlanná vált".